# Oldtown, Irland
Oldtown är en ort i republiken Irland.   Den ligger i provinsen Leinster, i den nordöstra delen av landet vid Daws River. Oldtown ligger 64 meter över havet och antalet invånare är 455.
Terrängen runt Oldtown är platt. Trakten runt Oldtown består i huvudsak av jordbruksmark.